# Juan María Bordaberry

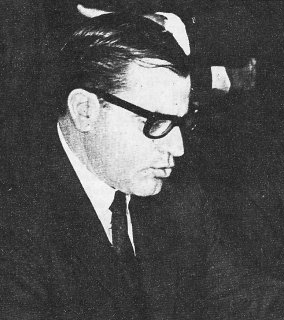
Juan Maria Bordaberry 17 augusti 1972.

Juan María Bordaberry Arocena, född 17 juni 1928 i Montevideo, död 17 juli 2011 i Montevideo, var en uruguayansk politiker och ranchägare som var Uruguays president och sedermera diktator 1972–1976. Bordaberry valdes till president 1971 innan han upplöste parlamentet och styrde landet med hjälp av militären. I mars 2010 dömdes Bordaberry till 30 års fängelse för grundlagsbrott. Han tilläts avtjäna straffet i hemmet. Trots att Bordaberry själv inte var militär anses han ha varit en av militärdiktaturens mest ökända ledare.
Han var son till politikern och ranchägaren Domingo Bordaberry.